# 1972年の全日本ロードレース選手権
1972年の全日本ロードレース選手権 (1972ねん の ぜんにほんロードレースせんしゅけん) は、1972年3月30日の鈴鹿ロードレース大会で開幕し、同年10月15日の第10回日本グランプリロードレース大会（鈴鹿）で閉幕した全6戦による1972年シーズンの全日本ロードレース選手権である。
セニア251cc以上、セニア125ccの両クラス共にチャンピオンは小田豊が獲得した。

## 1972年シーズン
前年末時点では、シリーズ規模が前年より拡大された全8戦が予定されていたが、年明けに改定され全6戦の開催となった。
本年度に向けてのMFJ車両規定の変更は、これまで特例を除き認められていなかった市販レーサーマシンのうちMFJによる公認を受けたものについてはレース使用が認められることとなった。市販ロードレーサーについては100台以上の国内出荷台数が公認条件とされた。

### フォーミュラリブレを新設
ロードレース規則では、無理な軽量化による安全性の低下を防ぐ目的でクラスごとに車両最低重量が設定され、出場車両規定では新たにフォーミュラリブレ部門 （FL） が規定された。FLは車種、改造、仕上げ調整いずれも自由であると明記され、そのレース結果は表彰の対象となるが、全日本選手権のポイント対象外である。フォーミュラリブレ以外の車両はすべてMFJ公認車両でなければならない。開幕戦では総合優勝の隅谷守男、2位本橋明泰、3位和田正宏、第2戦でも優勝・隅谷、2位本橋、3位河崎裕之とFL勢が表彰台を独占し、FLマシンの高性能を証明した。
賞典外でのFL車両参加が認められた一方で、公認を受けた選手権対象車両の参加者に対してはチタン合金等を用いた非売特殊部品の使用禁止など、使用パーツ（スポーツ用キットパーツ）の公認化が促進され、ライダーとマシンの公平が強化された。
開幕戦の始まる前、鈴鹿サーキットでマイク・ヘイルウッドが7年前に記録したサーキットレコード、2分28秒9が今年は破られるのではないか、という話題が盛んだった。そのタイムは長らく更新されておらず、日本人選手はまだ29秒台にも入れていなかったため「2分30秒の壁」と呼ばれていたが、開幕戦で隅谷守男（ホンダ）が2分29秒9を記録。6月の第2戦鈴鹿大会決勝レースでは更に更新する2分28秒7を記録。すると今度は和田正宏（カワサキ）が2分27秒9、金谷秀夫（ヤマハ）も2分29秒3と各メーカーのエースが次々に「30秒の壁」を突破、新時代突入と報じられた。
FLの登場によるマシン性能の進化だけでなく、新進の若手ライダーの活躍も多くロードレース界は活気を増したシーズンであった。セニア昇格1年目の浅見貞男は第3戦で251cc以上クラス初優勝を果たし、クラスランキング争いを一時リードした。セニアやエキスパート・ジュニア（EJ）選手との混走でこれを打ち破るジュニアライセンス選手の活躍も話題の一つであり、第2戦鈴鹿の125ccではジュニアの毛利良一がセニアの小田豊を接戦の末0.1秒差で破り125総合優勝を果たす快挙を達成、これにはMFJより敢闘賞が送られた。同じく第2戦ではノービスからジュニア昇格1年目の片山敬済が250ccでセニアやエキスパート・ジュニアに引けを取らない走りで総合10位に食い込んだ。
最終戦日本グランプリでは、ヤマハの招きにより同年世界選手権250ccクラスチャンピオンとなったヤーノ・サーリネンが来日。鈴鹿ではレースへの参戦はなく記者会見と開会セレモニーへの参加だったが、現役世界王者の来日に報道関係者が多く集まった。

## スケジュールおよび勝者
| Rd.          | 決勝日       | 開催イベント                           | フォーミュラリブレ優勝‡ | 251cc以上 優勝   | 125cc 優勝       |
| ------------ | ------------ | -------------------------------------- | ----------------------- | ---------------- | ---------------- |
| 1            | 3月30日      | 全日本選手権 鈴鹿ロードレース大会      | 隅谷守男‡               | 三室恵義         | 小田豊           |
| 2            | 6月11日      | 全日本選手権 鈴鹿ロードレース大会      | 隅谷守男‡               | 高井幾次郎       | 毛利良一 (J)     |
| 3            | 6月25日      | 全日本選手権 筑波ロードレース大会      |                         | 浅見貞男         | 大脇俊夫         |
| 4            | 8月6日       | 全日本選手権 鈴鹿10時間耐久レース大会  |                         | 角谷新二・小崎誠 | 魚島清・杉浦音平 |
| 5            | 10月1日      | 全日本選手権 筑波ロードレース大会      |                         |                  |                  |
| 6            | 10月15日     | 日本グランプリロードレース大会（鈴鹿） | 隅谷守男‡               |                  |                  |
| チャンピオン | チャンピオン | チャンピオン                           | ※非選手権※              | 小田豊           | 小田豊           |

- ‡混走したフォーミュラ・リブレ (FL)は賞典外参加、全日本選手権がかけられていない。

## 表彰
- MFJ最優秀選手[13]
  - セニア部門：小田豊 （プレイメイトレーシングチーム）
  - ジュニア部門：内田隆 （マックウエスタン）

## ポイントランキング
| 順位     | 1位 | 2位 | 3位 | 4位 | 5位 | 6位 |
| ポイント | 15  | 12  | 10  | 8   | 6   | 5   |
| -------- | --- | --- | --- | --- | --- | --- |

- MFJ主催で行われる第6戦日本GPでは、ボーナスポイントとして入賞者に従来のポイントに加えて3ポイントが与えられる[14]。

### 251cc以上
| 順位                 | ライダー   | 使用車両        | 1 SUZ | 2 SUZ | 3 TSU | 4 SUZ | 5 TSU | 6 SUZ | ポイント |
| -------------------- | ---------- | --------------- | ----- | ----- | ----- | ----- | ----- | ----- | -------- |
| 1                    | 小田豊     | ヤマハ・TR3     |       | 6     |       |       |       |       | 40       |
| 2                    | 高井幾次郎 | ヤマハ          | 7     | 4     |       |       |       |       | 38       |
| 3                    | 浅見貞男   | ヤマハ          | 6     |       | 1     |       |       |       | 36       |
| 4                    | 杉本泉     | ヤマハ          | 9     |       | 2     |       |       |       | 27       |
| 5                    | 杉本五十洋 | ヤマハ          |       | 5     |       |       |       |       | 25       |
|                      | 河崎裕之   | ヤマハ          | 5     | 3 ‡   |       |       |       |       | 12       |
| 選手権ポイント対象外 |            |                 |       |       |       |       |       |       |          |
| -                    | 隅谷守男   | ホンダ・CB500改 | 1 ‡   | 1 ‡   |       |       |       | 1 ‡   | -        |
| -                    | 本橋明泰   | ヤマハ          | 2 ‡   | 2 ‡   |       |       |       |       | -        |
| -                    | 和田正宏   | カワサキ        | 3 ‡   |       |       |       |       |       | -        |
| -                    | 金谷秀夫   | ヤマハ          |       |       |       |       |       |       | -        |

- ‡ポイント対象外のフォーミュラ・リブレ（改造自由 / プロトタイプ、ファクトリーマシン）。

### 125cc
| 順位                 | ライダー   | 使用車両      | 1 SUZ | 2 SUZ | 3 TSU | 4 SUZ | 5 TSU | 6 SUZ | ポイント |
| -------------------- | ---------- | ------------- | ----- | ----- | ----- | ----- | ----- | ----- | -------- |
| 1                    | 小田豊     | ヤマハ・AX125 | 1     | 2     |       |       |       |       | 48       |
| 2                    | 高井幾次郎 | ヤマハ・AX125 |       | 3     |       |       |       |       | 27       |
| 3                    | 角谷新二   | ホンダ        |       | 4     |       |       |       |       | 23       |
| 4                    | 大脇俊夫   | ヤマハ        |       | 5     |       |       |       |       | 12       |
| 選手権ポイント対象外 |            |               |       |       |       |       |       |       |          |
| -                    | 河崎裕之   | ヤマハ        |       |       |       |       |       | ‡     | -        |

- ‡ポイント対象外のフォーミュラ・リブレ（改造自由 / プロトタイプ、ファクトリーマシン）。

### ジュニア区分
| ライセンス             | クラス    | チャンピオン | マシン | チーム                 |
| ---------------------- | --------- | ------------ | ------ | ---------------------- |
| エキスパート・ジュニア | 251cc以上 | 内田隆       |        | マックウエスタン       |
| エキスパート・ジュニア | 250cc     | 阿部孝夫     | スズキ |                        |
| エキスパート・ジュニア | 125cc     | 渡辺富士夫   |        |                        |
| ジュニア               | 251cc以上 | 片山敬済     | ヤマハ | 神戸木の実レーシング   |
| ジュニア               | 250cc     | 大本十生     | ヤマハ | 神戸木の実レーシング   |
| ジュニア               | 125cc     | 大本十生     | ヤマハ | 神戸木の実レーシング   |
| ジュニア               | 90cc      | 毛利良一     | ヤマハ | 神戸木の実レーシング   |
| ノービス               | 251cc以上 | 富江昭孝     |        |                        |
| ノービス               | 250cc     | 上野真一     |        | マックウエスタン       |
| ノービス               | 125cc     | 坂公平       | ホンダ | 鈴鹿レーシング         |
| ノービス               | 90cc      | 菅原伸夫     |        | レディバードレーシング |